# Karl Walther

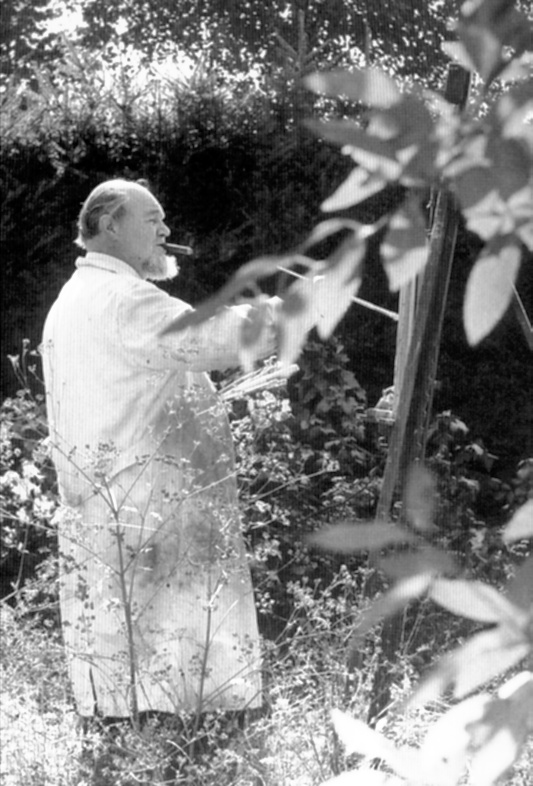
Karl Walther im Garten in Seeshaupt (1968)

Karl Walther (* 19. August 1905 in Zeitz; † 9. Juni 1981 in Seeshaupt) war ein deutscher Maler des deutschen Spätimpressionismus. Walther war ein Vertreter der Freilichtmalerei (Pleinairmalerei). Zu seinen Werken zählen Porträts, Stillleben, Städtebilder und Landschaften.

## Leben

### Werdegang und erste Ausstellungen

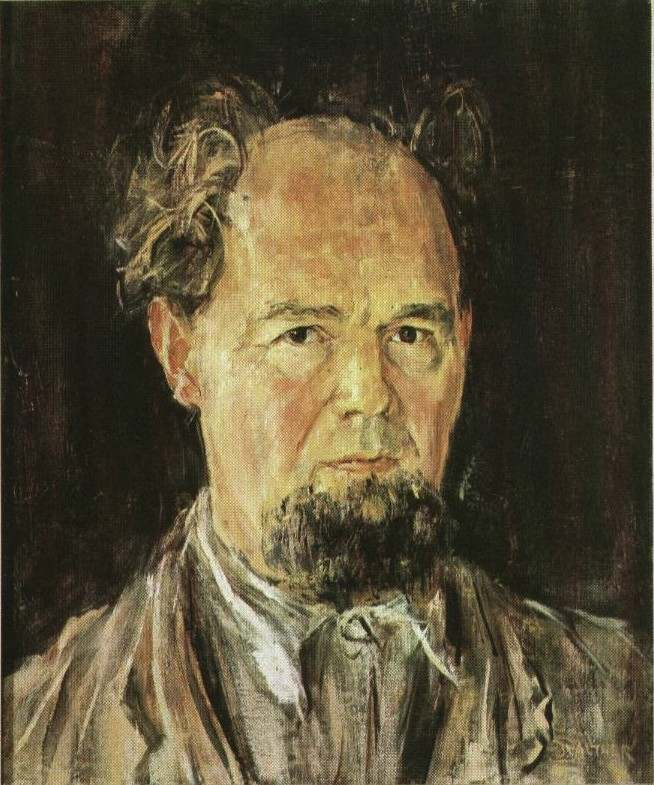
Selbstbildnis mit Kinnbart (1947)

Nach einer Lithografenlehre studierte Walther zunächst Musik (1920), dann Malerei (1925) an der Hochschule für Grafik und Buchkunst Leipzig bei Heinz Dörffel und Fritz Ernst Rentsch. Im Leipziger Stadtteil Leutzsch hatte Walther sein erstes Atelier. 1929 erfolgte der Umzug nach Berlin. Über Max Liebermann und Ulrich Hübner wurde er 1932 als Meisterschüler bei Max Slevogt aufgenommen, der jedoch kurz vor der Ankunft Walthers verstarb.
Seine erste Einzelausstellung hatte Walther im September 1926 beim Galeristen Heinrich Barchfeld in Leipzig, dann folgte im selben Jahr eine Ausstellung bei Victor Hartberg in Berlin. Es folgten internationale Ausstellungen am Carnegie Institute des Carnegie Museum of Art in Pittsburgh ab 1935, 1928 in der Berliner Secession, und 1938 bei der Biennale von Venedig. Malaufenthalte im Ausland führten ihn 1930 an den Luganersee, 1931 nach Paris, wo er mit Oskar Kokoschka zusammentraf und 1932 zur Rembrandt-Ausstellung nach Amsterdam; 1933 reiste Walther für drei Monate nach Florenz. 1935 heiratete Walther die Pfarrerstochter und Bibliothekarin Gnade-Maria Knote.

### Die Zeit des Nationalsozialismus
In der Zeit des Nationalsozialismus zeigte Walther sein Werk in zahlreichen Einzelausstellungen und nahm seit 1938 regelmäßig an der Großen Deutschen Kunstausstellung in München teil. Walther stellte dort bis 1944 insgesamt 29 Bilder aus, von denen 13 Werke verkauft wurden, darunter sieben Werke an Adolf Hitler. Trotz der Teilnahme an dieser als wichtigste kulturelle Veranstaltung im nationalsozialistischen Deutschland propagierten Ausstellung lassen sich Walthers Werke formal und inhaltlich nicht der Kunst im Nationalsozialismus zurechnen, weil sie nicht auf deren politisch-ideologische Kunst-Konzeption ausgerichtet waren. Walthers Kunst aus jener Zeit war oft von einer Tristesse geprägt, die die Wirklichkeit seiner Objekte auf eine impressionistische Weise spiegelte, aber ohne jede politische Kolorierung. Zudem war Walther ein großer Bewunderer Lovis Corinths und daher beeinflusst von dessen Arbeiten, welche im Dritten Reich als Entartete Kunst diffamiert wurden.
Seine Begabung, Städte stimmungsvoller als jede Farbfotografie darstellen zu können, aber auch seine Erfolge bei der Großen Deutschen Kunstausstellung, bewahrten Walther lange Zeit vor der Teilnahme am Zweiten Weltkrieg. So war Walther bis Mitte 1944, nachdem er auf Einladung von Heinrich Dikreiter (Gründer der Städtischen Galerie Würzburg) eine Serie von Würzburg-Ansichten fertiggestellt hatte, vom Wehrdienst zurückgestellt, u. a. mit dem Auftrag, die im Osten besetzten Städte wie Danzig und Krakau sowie das bereits zuvor zum Deutschen Reich gehörende Marienburg zu malen.
1940 zog Walther von Leipzig nach München um, und 1943 nach Seeshaupt am Starnberger See (sein Berliner Atelier musste Walther aufgrund von Bombenangriffen 1942 aufgeben). Am 1. September 1944 wurde er zur Wehrmacht eingezogen und in der deutschen Besetzung Oberitaliens eingesetzt. Dort geriet er in britische Gefangenschaft, wo er sich im Kriegsgefangenenlager Rimini mit dem Würzburger Maler und Grafiker Josef Scheuplein anfreundete.

### Die Nachkriegsjahre

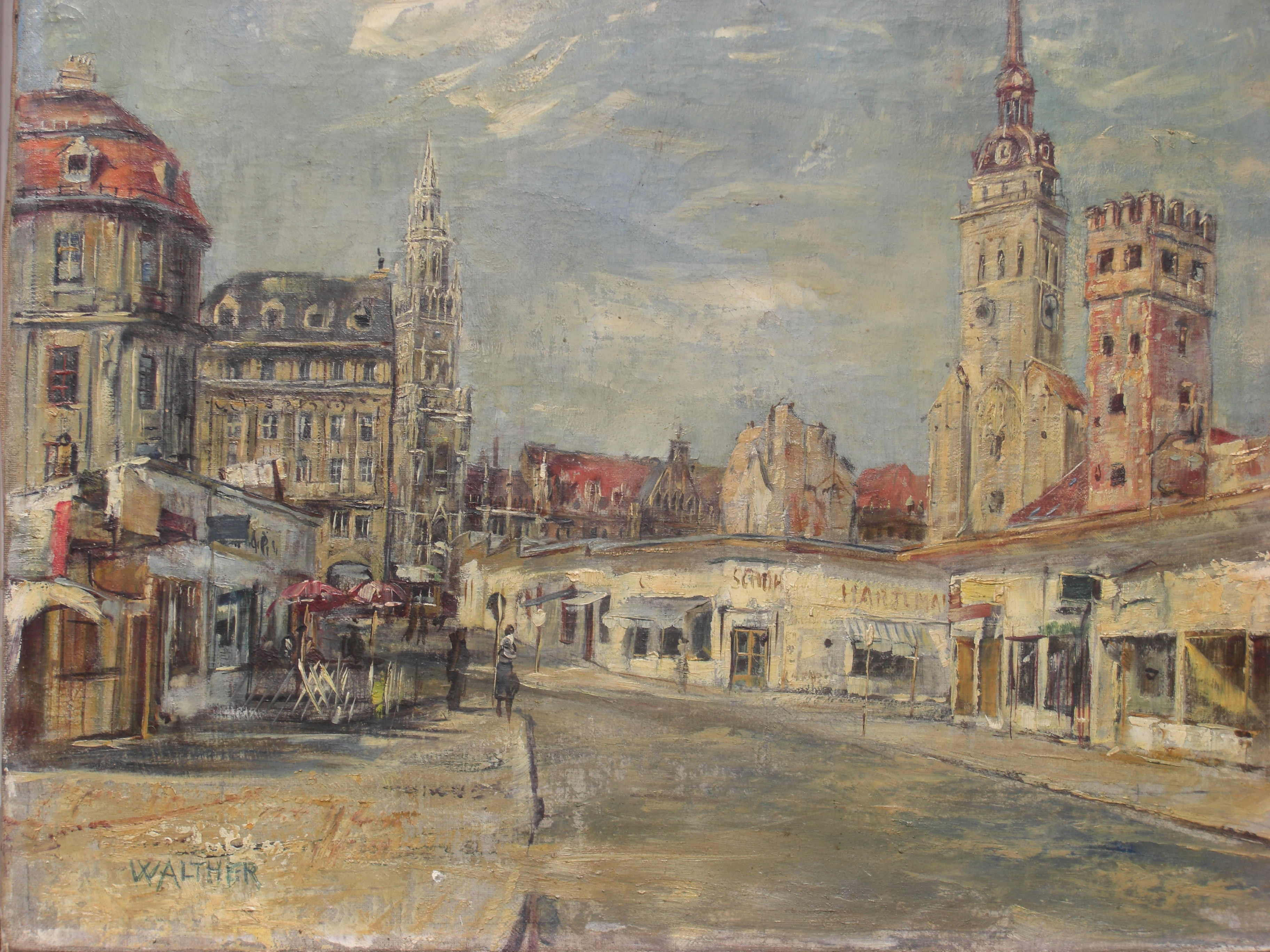
Peterskirche und Löwenturm in München (1950)

Nach dem Krieg entstanden viele Bilder der zerstörten Stadt München. Ende Mai 1946 und 1947 war Karl Walther wieder in Würzburg. Im Sommer 1947 wurden seine Gemälde im Wenzelsaal des Rathauses ausgestellt. Der Künstler malte bei dieser Gelegenheit weitere Bilder, die das zerstörte Würzburg dokumentieren. 1950 nahm Walther wieder an der Internationalen Carnegie-Ausstellung in Pittsburgh teil. Durch den Ausbau des Anwesens in Seeshaupt beschränkt sich Walther zunächst fast ausschließlich auf Auftragsarbeiten. In dieser Zeit entstanden mehrere Porträts von amerikanischen Armeeangehörigen und Diplomaten, darunter des Generalkonsuls in München Sam E. Woods. 1960 malte Walther zwei Monate am Gardasee und in Südtirol. 1962 reist er zur Gedenkausstellung zum 300. Geburtstag von Frans Hals in Haarlem nach Holland. Im Mai 1964 starb sein in Leipzig lebender Vater Karl Friedrich Walther, sowie im Februar 1968 seine Mutter Bertha Walther, geb. Sittig. Ab 1968 malte Walther in Südtirol, dort u. a. in Brixen und Meran sowie ab 1970 in Salurn und auf der Seiser Alm.
Mit Berliner Malerfreunden reiste Walther 1974 erneut nach Venedig, wo eine Reihe von hellen, farbintensiven Städtebildern entstanden sowie 1976 nach Spandau. Karl Walther war langjähriges Mitglied und Vizepräsident der Münchner Künstlergenossenschaft und nahm an deren jährlichen Ausstellungen teil. 1974 bis 1976 bereiste Walther seine Heimatstadt Leipzig und malte insbesondere Ansichten vom Leipziger Brühl. 1976 entstanden seine letzten Gemälde in Berlin.
Im Frühjahr 1978 erlitt Walther einen Schlaganfall. Dieser zwang ihn dazu, mit der Malerei aufzuhören, weshalb sich der Künstler in den letzten Lebensjahren wieder intensiv mit der Musik beschäftigte.

## Künstlerischer Einfluss
Walthers Malerei gründet auf der Kunst der französischen und deutschen Impressionisten, auf der Begeisterung für Liebermann, Corinth und Slevogt, sowie für deren Vorgänger Hals, Velázquez und Constable. Schon früh orientiert sich Walther an den Beständen deutscher Impressionisten des Leipziger Museums der bildenden Künste, dessen Werke von Max Slevogt, Lovis Corinth und Max Liebermann, sowie Walter Leistikow, Wilhelm Leibl, Karl Hagemeister und Carl Schuch ihn maßgeblich beeinflussten. Wichtige Anregungen verdankt er außerdem Adolph Menzel, Gustave Courbet und dem Leibl-Kreis. Walther hat 1974 an die große Bedeutung erinnert, die Lovis Corinths erstmals 1908 erschienenes Buch Das Erlernen der Malerei für ihn gespielt hat. „Dieses Lehrbuch“, so schrieb er, „lernte ich bereits 1922 kennen, als ich mich endgültig entschloss, […] mich ganz der bildlichen Wirklichkeitsdarstellung auf der Fläche zu widmen. Da ich zunächst überhaupt keinen Unterricht an einer Akademie oder Privatschule nahm, war Corinths Lehrbuch meine einzige Anleitung zum Selbststudium der Menschen-, Tier-, Landschafts- und Architekturmalerei“.

## Werk

### Porträts

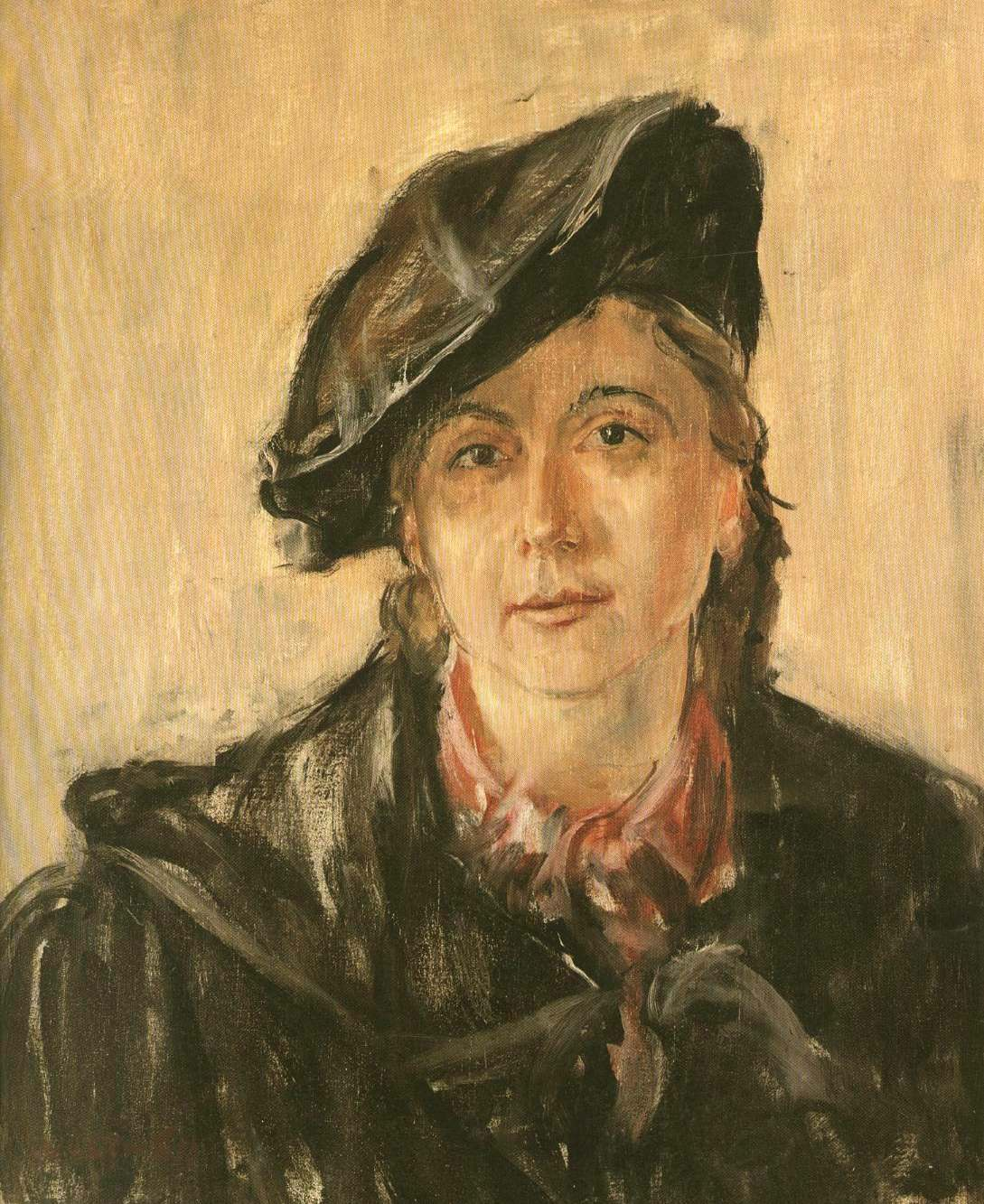
Dame mit schwarzem Barett (1947)

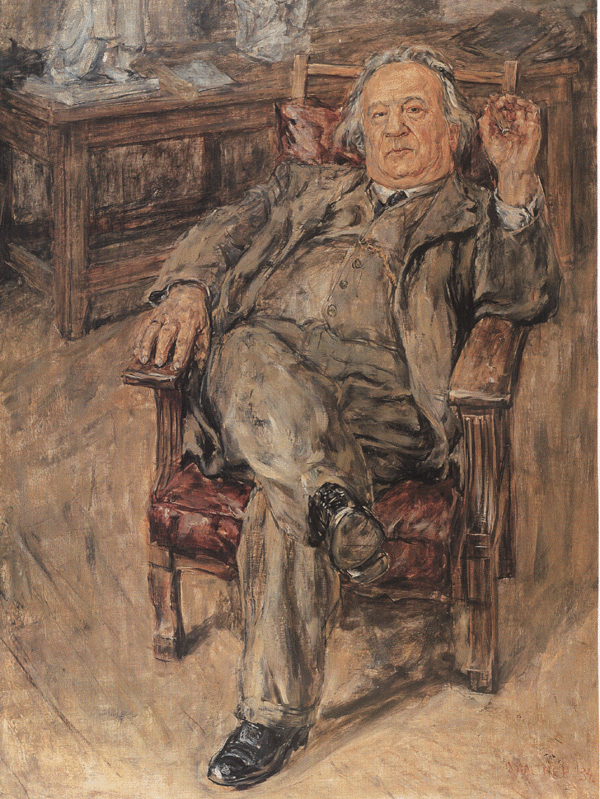
Bildhauer Prof. Hartmann (1934)

Wie seine Vorbilder hat sich auch Walther mit der eigenen Physiognomie auseinandergesetzt. Aus der frühen Zeit seines Schaffens sind es verwegene Selbstbildnisse, die ihn unbefangen, sicher und unerschütterlich zeigen. Hier ist es der derbe, manchmal etwas ungehobelte und gleichzeitig doch höchst sensible Mann aus einfachen Kreisen, als der er in der Erinnerung von Zeitzeugen erscheint. In den späteren Arbeiten sieht man eine Künstlerpersönlichkeit, die sich selbst prüfend, doch mit dem Bewusstsein der Könnerschaft, konterfeit hat und auf klassische Attribute wie Pinsel und Palette verzichtet. Bei seinen Porträts hat sich Walther immer wieder mit vorbereitenden Bleistiftzeichnungen an die Charakteristika seines Gegenübers herangetastet. Mit sanften, immer wieder abbrechenden Strichen erfasst der Künstler die Form und wird energischer und dichter, wenn es um die Festlegung der Helligkeit und des Dunkels geht. Bei der Umsetzung auf die Leinwand wird die in der Zeichnung festgelegte Komposition beibehalten und es tritt die Farbe hinzu. Selten finden sich „sprechende“ Attribute wie beim Porträt eines Arztes, der in seiner weißen Arbeitskleidung posiert; meist genügen die charakteristischen Züge der Gemalten, die unbefangen und selbstbewusst stehen oder sitzen, in sich ruhend oder mit einer ihrem Stande angemessenen rhetorischen Geste. Zu den von Walther porträtierten Persönlichkeiten zählen u. a. die Opernsängerin Fanny Cleve und der Bergsteiger Luis Trenker.

### Stillleben
Bei seinen Stillleben stellt Walther die scharfe Beobachtung, das rasche Erfassen einer oft nur auf den ersten Blick banal wirkenden Alltagssituation in den Mittelpunkt. Walther vermag diesen Dingen einen malerischen Reiz abzugewinnen, er kann das Profane durch seine Darstellung zum Kunstwerk erhöhen, ohne dabei auf eine symbolhafte Ebene abzuheben. Karl Walther hat wie Vincent van Gogh alte Schuhe gemalt, eine soziale Anklage sind solche Bilder jedoch nicht. Édouard Manets Stillleben, die Walther in Berlin gesehen hatte, bestechen durch das Unspektakuläre. Auch Walther war, wie der Franzose, bei der Auswahl seiner Sujets ganz bewusst wenig anspruchsvoll: Die Blumen des Frühlings, Sommers und Herbstes lieferte der Garten, ebenso das Obst und Gemüse. Ein Hase oder Fasanen, oder ein leuchtend roter Hummer wurden so geschildert, wie sie gerade ins Haus gekommen zu sein scheinen. Die Komposition der Farben ist das Wesentliche bei Walther, sie dominiert über das Stoffliche der Sujets.

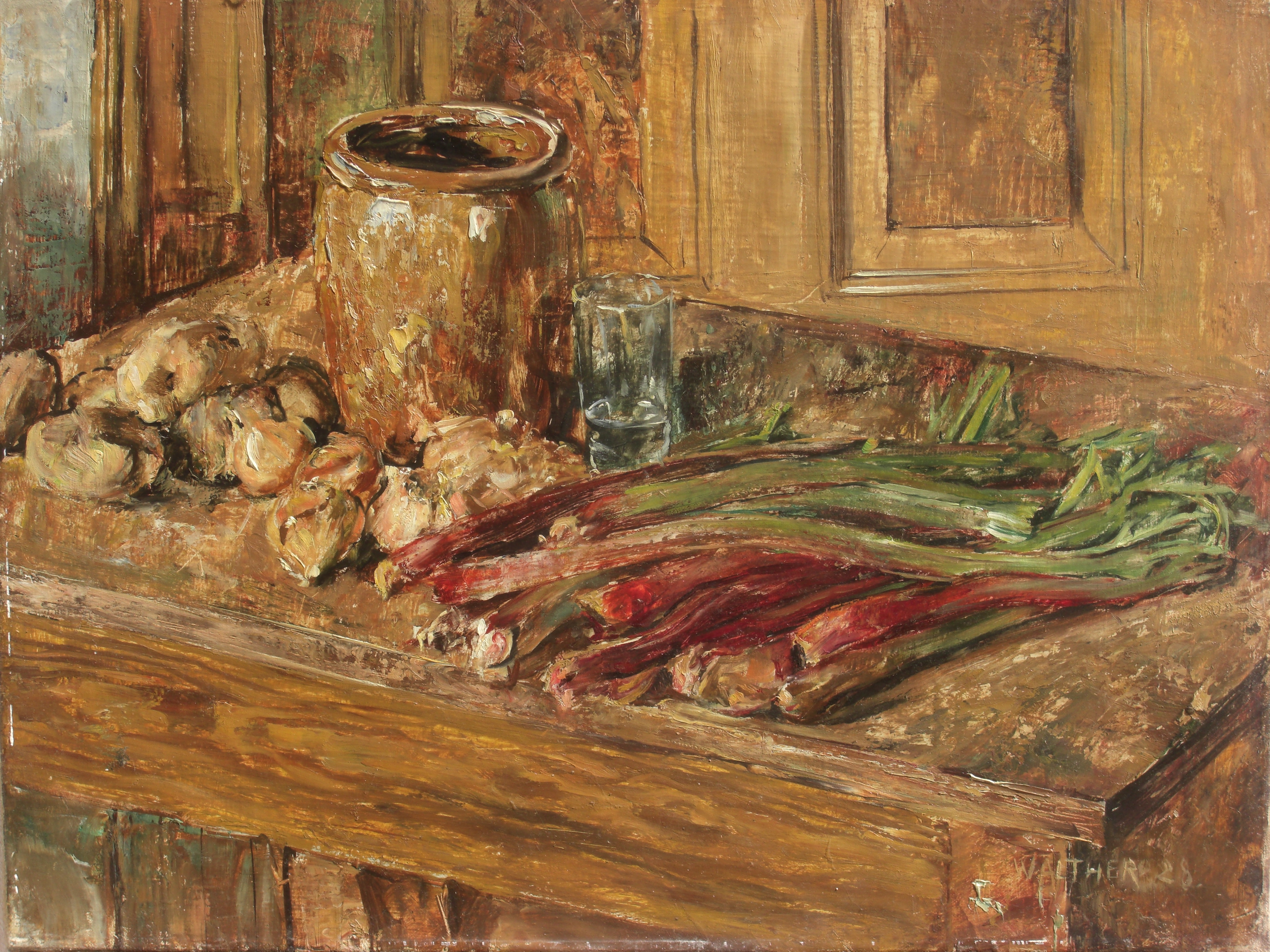
Küchenstillleben (1928)
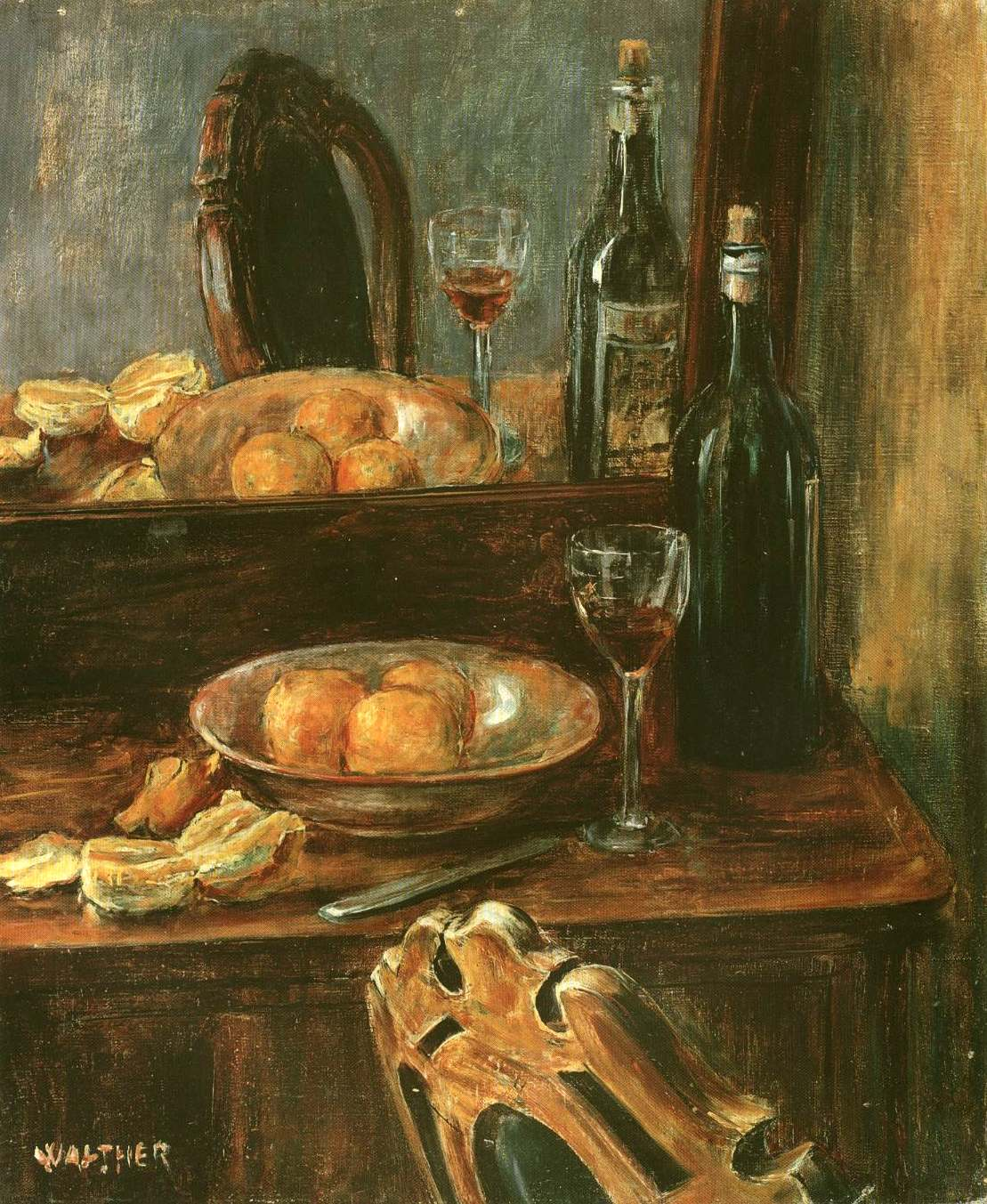
Stillleben mit Spiegel (1932)
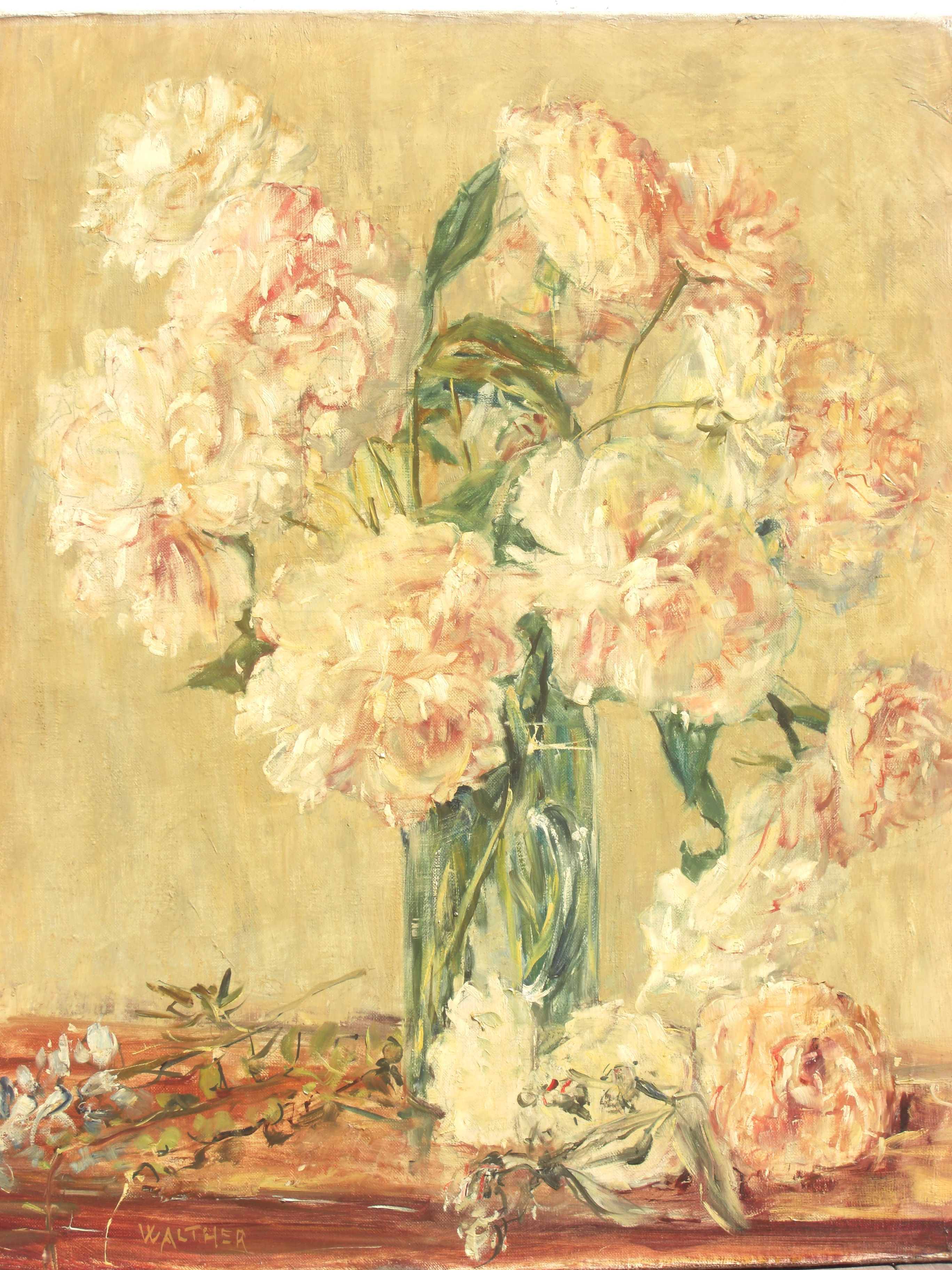
Stillleben mit Päonien (1967)

### Städtebilder

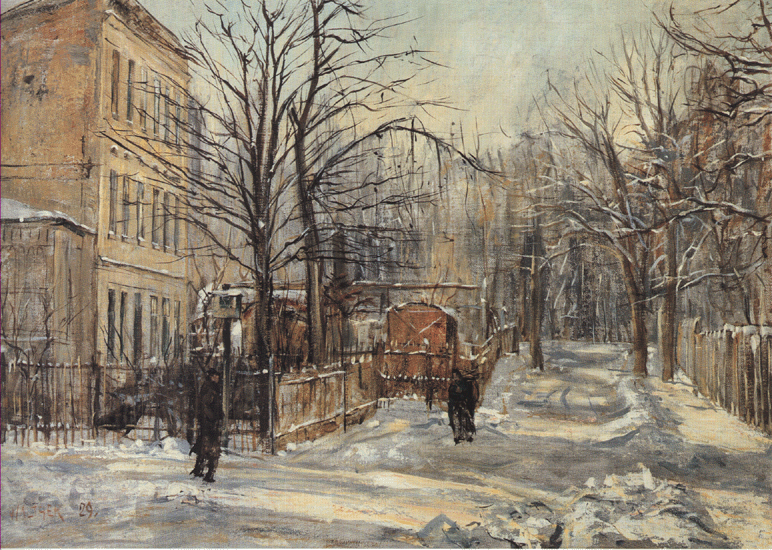
Winter in der Vorstadt (1929)

Architektur- und Städtebilder umfassen den größten Anteil an Walthers Malerei. Viele der vor den Zerstörungen des Zweiten Weltkriegs gemalten Werke wurden zu Dokumenten deutschen Städtebaus. Mit wenigen gezeichneten Strichen vermochte Walther die urbane Situation einzufangen, die Verhältnisse der Architekturen zueinander abzuschätzen und die unterschiedlichen Dimensionen zu fixieren. Zwei- bis dreimal kehrte der Künstler für ein Bild an seinen Standort zurück, um jeweils den gleichen Lichteinfall vorzufinden.
Anders als viele seiner Vorgänger stellte Walther seine Städte nicht in einer idealisierten Form, in einem zeitlosen Zustand dar: Zu sehr war er der Realität verpflichtet, wie es einige winterlich trübe Stadtansichten oder die Bilder des zerstörten München zeigen. Realität bedeutete für ihn nicht, alles bis ins letzte Detail exakt zu malen. Klar zu entziffernde Inschriften, ikonografisch bestimmbare Hausfiguren, namentlich benennbare Passanten sucht man vergeblich. Walther rückt keineswegs die topographische Genauigkeit, sondern den impressionistischen Gesamteindruck seiner Städtebilder in den Mittelpunkt.

### Landschaften

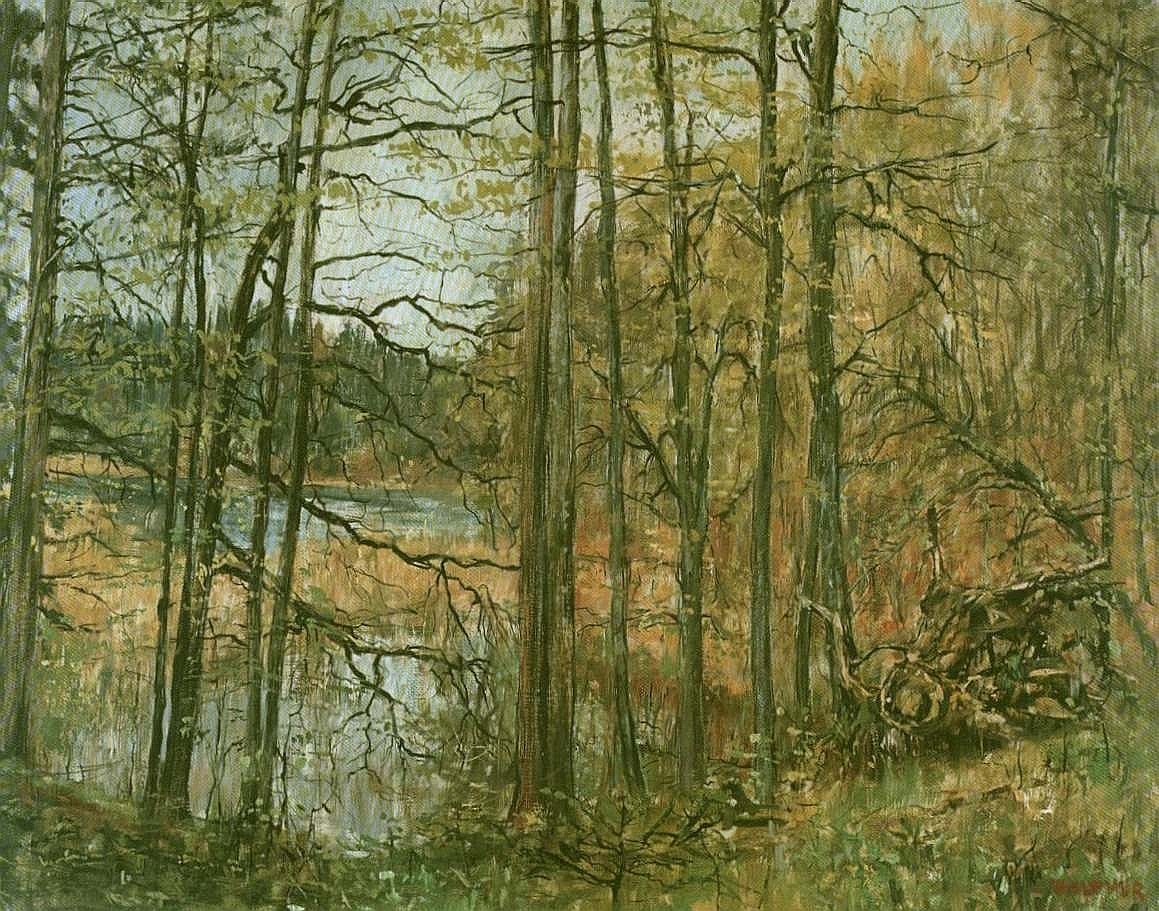
Waldidylle am Frechensee (1956)

Walthers Begeisterung für die freie Natur motiviert den Künstler, zu jeder Jahreszeit das Spiel von Licht und Farbe einzufangen und dessen wechselnde Stimmungen in seinen Bildern wiederzugeben. Reine, absolut unberührte Landschaften kommen bei Walther kaum vor; fast immer trifft man auf Spuren menschlichen Tuns, gelegentlich auf den Menschen selbst. Häufig schweift der Blick aus einem Dorf hinaus ins Umfeld, umgekehrt sieht man Ortschaften im Hintergrund. Eine Holzhütte, ein Zaun, eine Brücke, können als „Staffage“ in die Landschaft integriert sein, und selbst die Wälder zeigen mit ihren Wegen indirekt die Präsenz des Menschen. Schneelandschaften zeigen unter grau verhangenem Wolkenhimmel die trübe Stimmung der kalten Jahreszeit. Im Frühjahr brechen sich lindgrüne, fast gelbgrüne Töne des frischen Laubes und der knospenden Blüten die Bahn, der Sommer erstrahlt in sattem, oft blondem Kolorit. Während der Herbst mit seinem Farbenspiel Gelegenheit bietet, alle Nuancen der Palette zu zeigen, findet sich im Spätherbst nur noch vereinzelt braunes Laub an dürren Ästen, und am Himmel kündigt sich bereits der erste Schnee des neuen Winters an.
Mit besonderer Leidenschaft widmete sich Walther einer Spezialdisziplin der Landschaftsmalerei, nämlich der Darstellung von Waldinterieurs. Sie machen nahezu ein Viertel seines gesamten Schaffens aus. Immer wieder, zu jeder Jahres- und Tageszeit und bei Wind und Wetter, zog es den Künstler hinaus in die Natur. Hier entstanden z. T. sehr großformatige Gemälde, ohne jedoch auf die romantische Überhöhung des 19. Jahrhunderts abzuzielen. Anfangs waren es die Auwälder im Leipziger Umland (v. a. der Leutzscher Auenwald), die ihn zum Malen anregten, dann die Spreewälder in Berlin; nach dem Umzug an den Starnberger See boten sich dem Künstler in unmittelbarer Umgebung sowie im nahegelegenen Bernrieder Park nahezu unerschöpfliche Möglichkeiten zur Motivsuche.

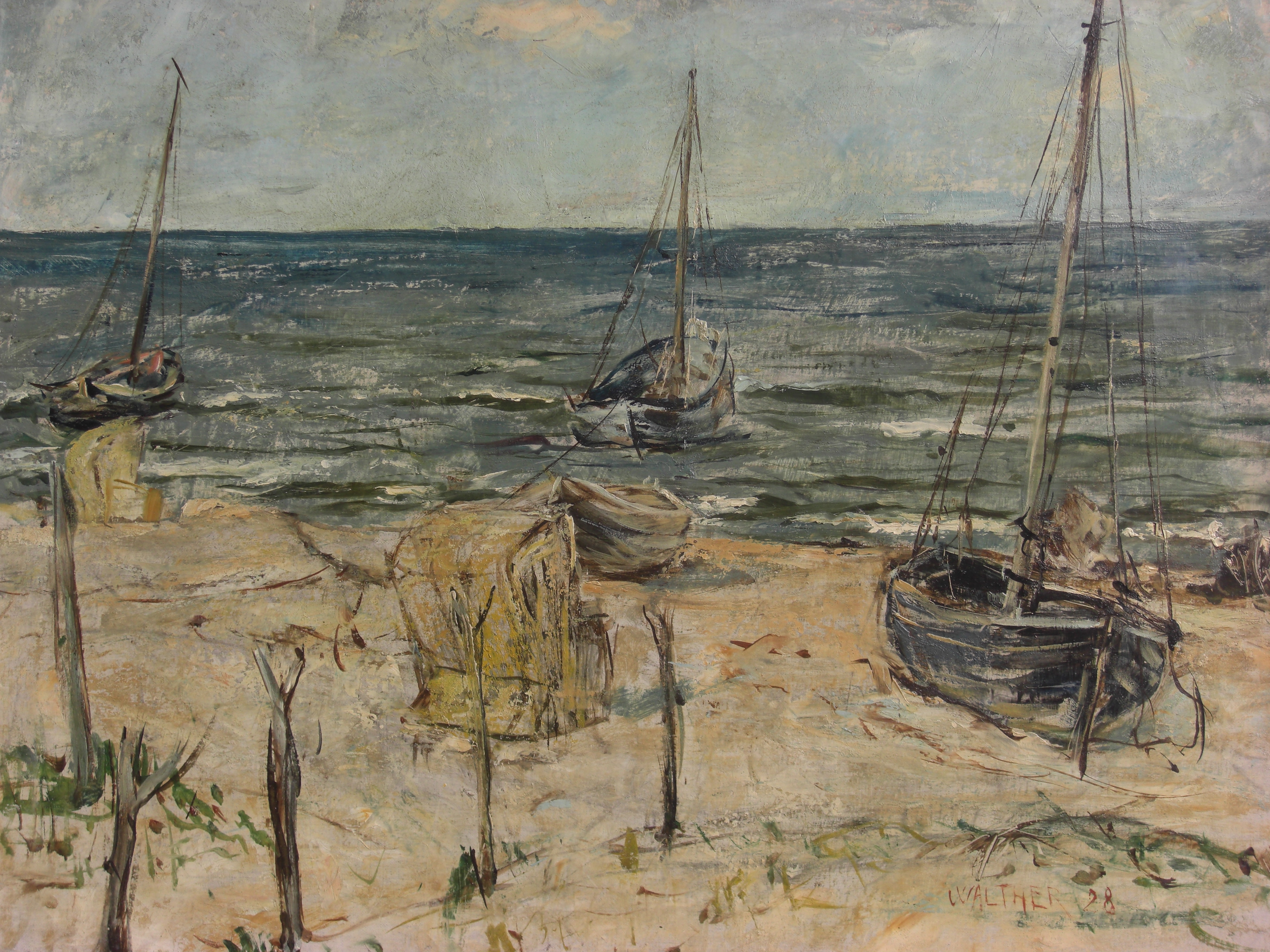
Boote am Strand bei Carlshagen (1928)
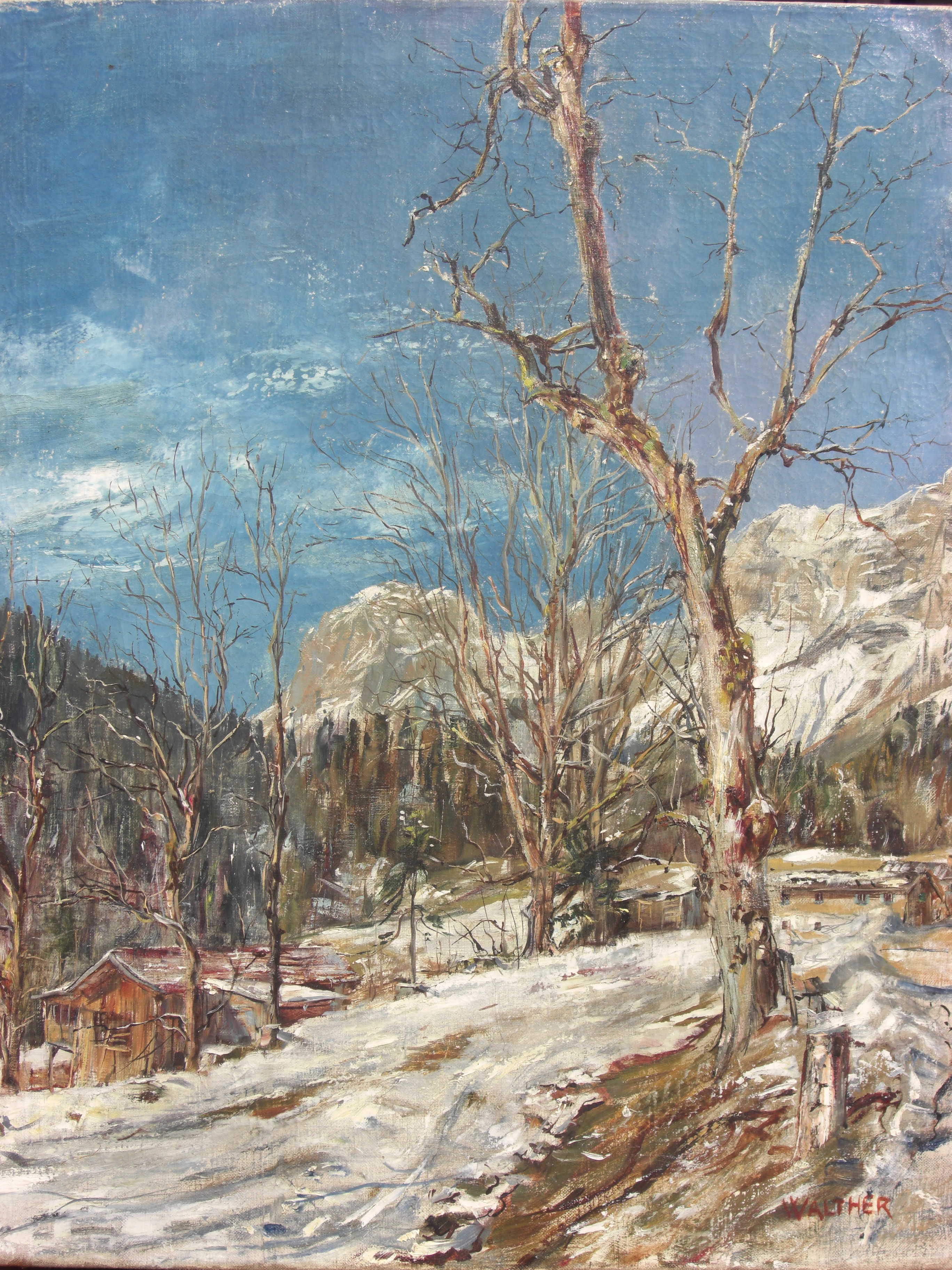
Winterlandschaft bei Berchtesgaden (1953)
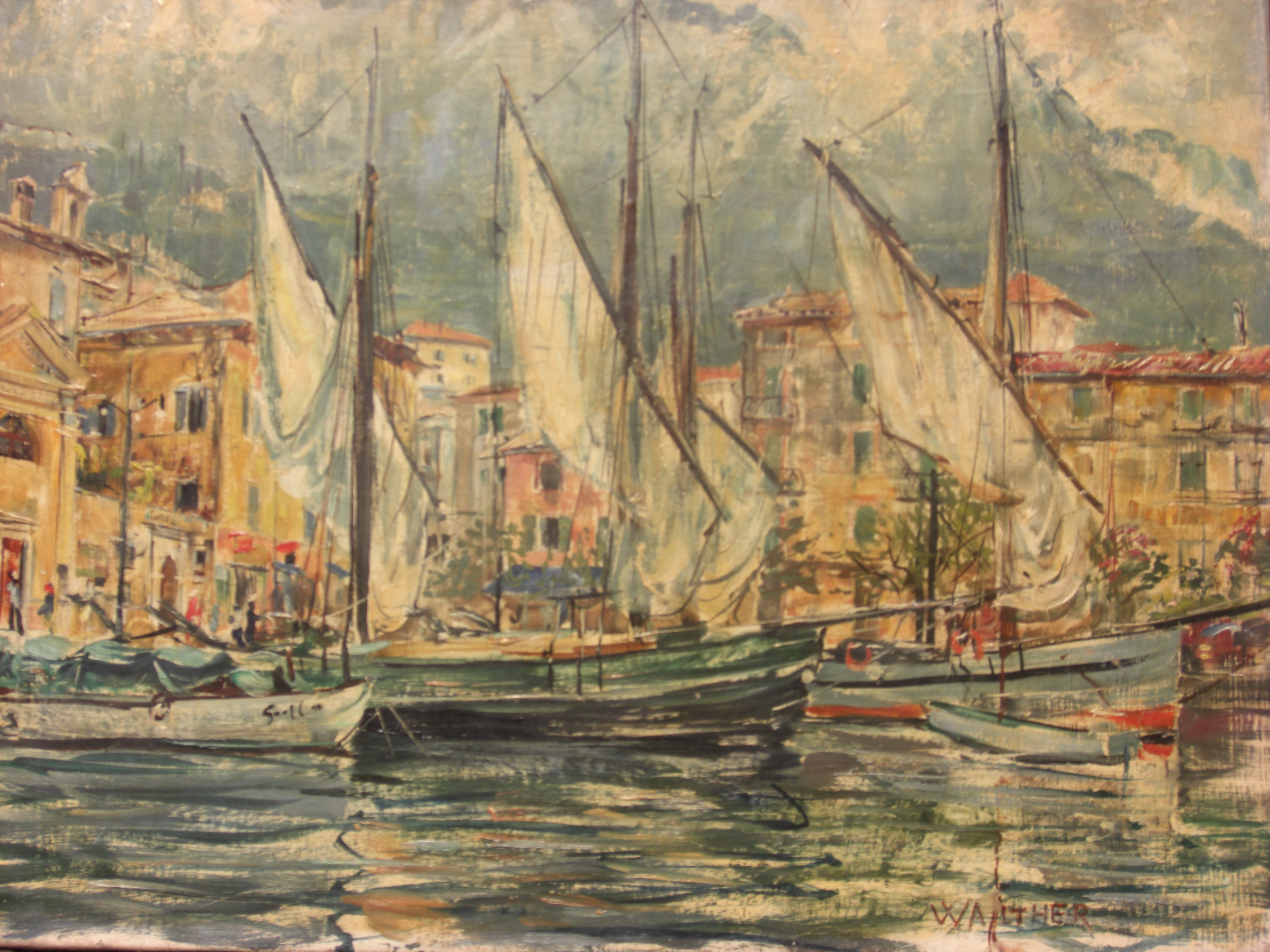
Segelboote im Hafen von Malcesine (1960)
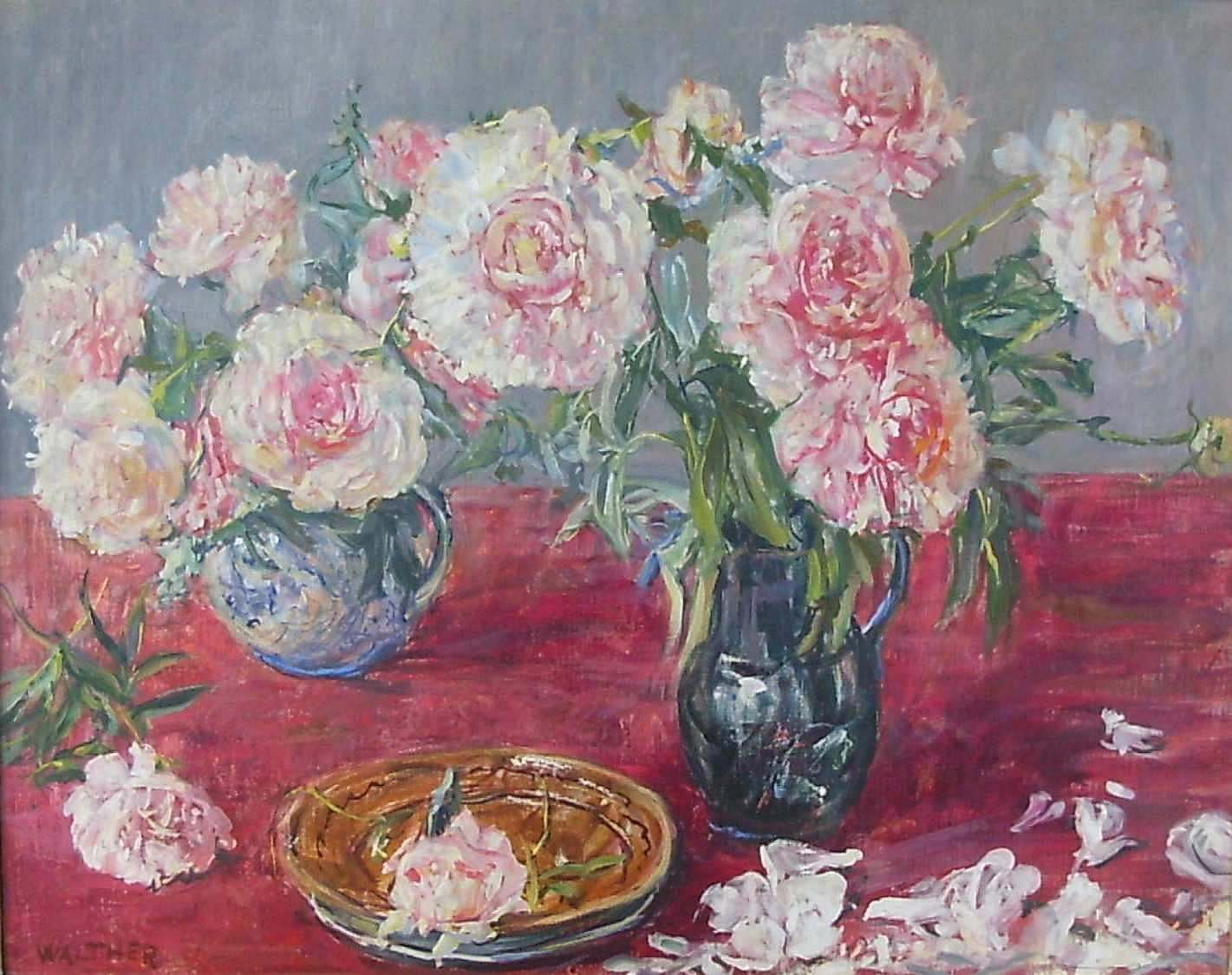
Weiße Päonien auf Rot (1970)
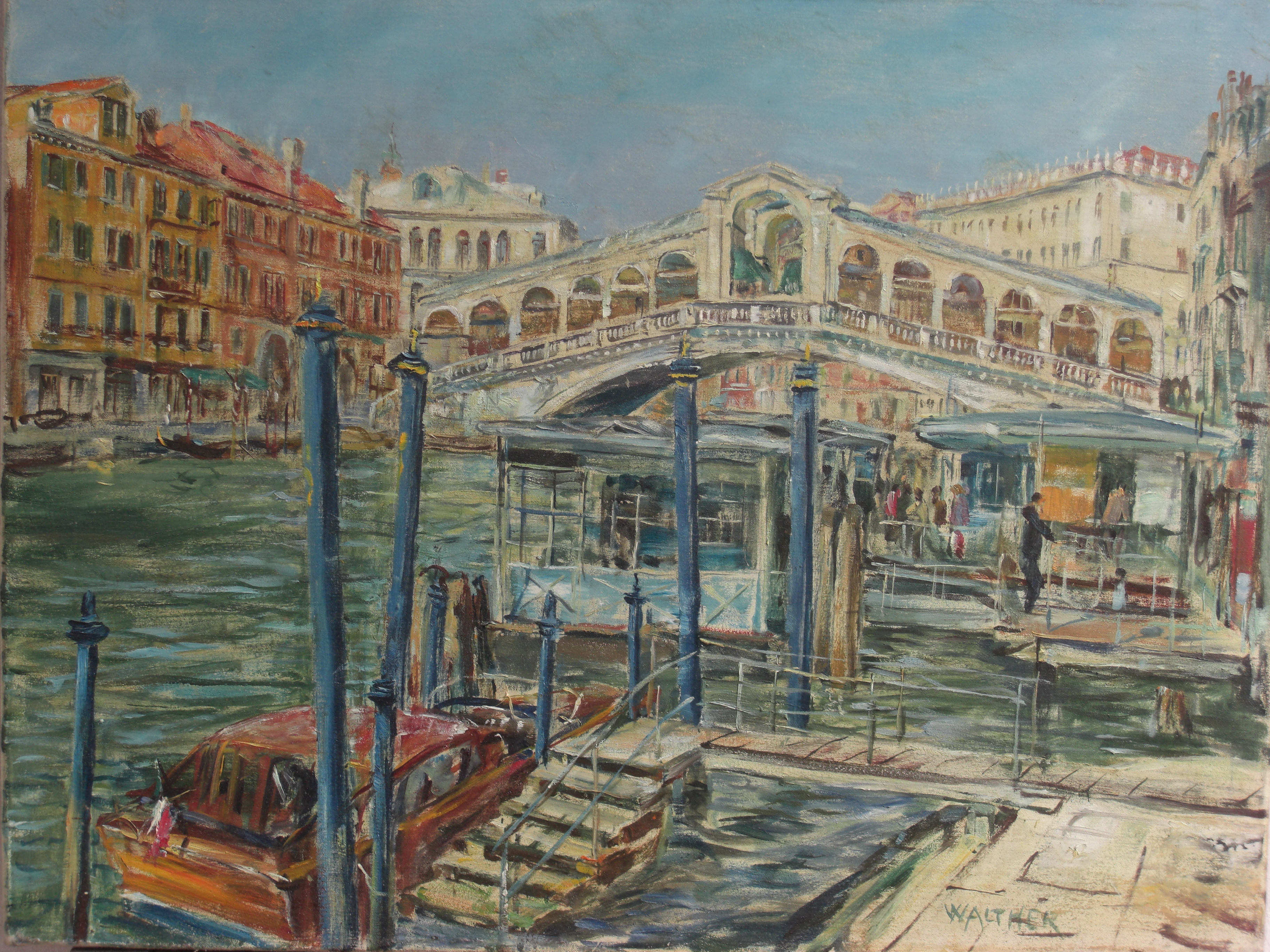
Anlegeplatz an der Rialtobrücke (1975)

## Ausstellungen (Auswahl)
- 1946 Sonderausstellung Karl Walther, Kunsthandlung Blum, München
- 1995 Retrospektive zum 90. Geburtstag, Stadtgeschichtliches Museum Leipzig
- 2005 Karl Walther (1905–1981): Ein Spätimpressionist – Retrospektive, BayernLB Galerie, München[9]
- 2008 Architektur und Landschaft, Galerie Wimmer, München

## Museen
Die Werke Walthers befinden sich heute in zahlreichen Privatsammlungen und Galerien wie etwa der Städtischen Galerie München, den Kunstsammlungen Chemnitz, den Museen der Stadt Leipzig (Grassimuseum, Museum der bildenden Künste), der Kunsthalle Mannheim oder der Staatsgalerie Stuttgart. Das Museum im Kulturspeicher Würzburgs besitzt mit 19 Gemälden die größte Sammlung in öffentlicher Hand.

## Ehrungen
1932 erhielt Karl Walther den Albrecht-Dürer-Preis sowie 1942 den Veit-Stoß-Preis der Stadt Nürnberg.